# João Guilherme, Duque de Saxe-Weimar
João Guilherme (11 de Março de 1530 – 2 de Março de 1573), foi um duque de Saxe-Weimar.

## Vida

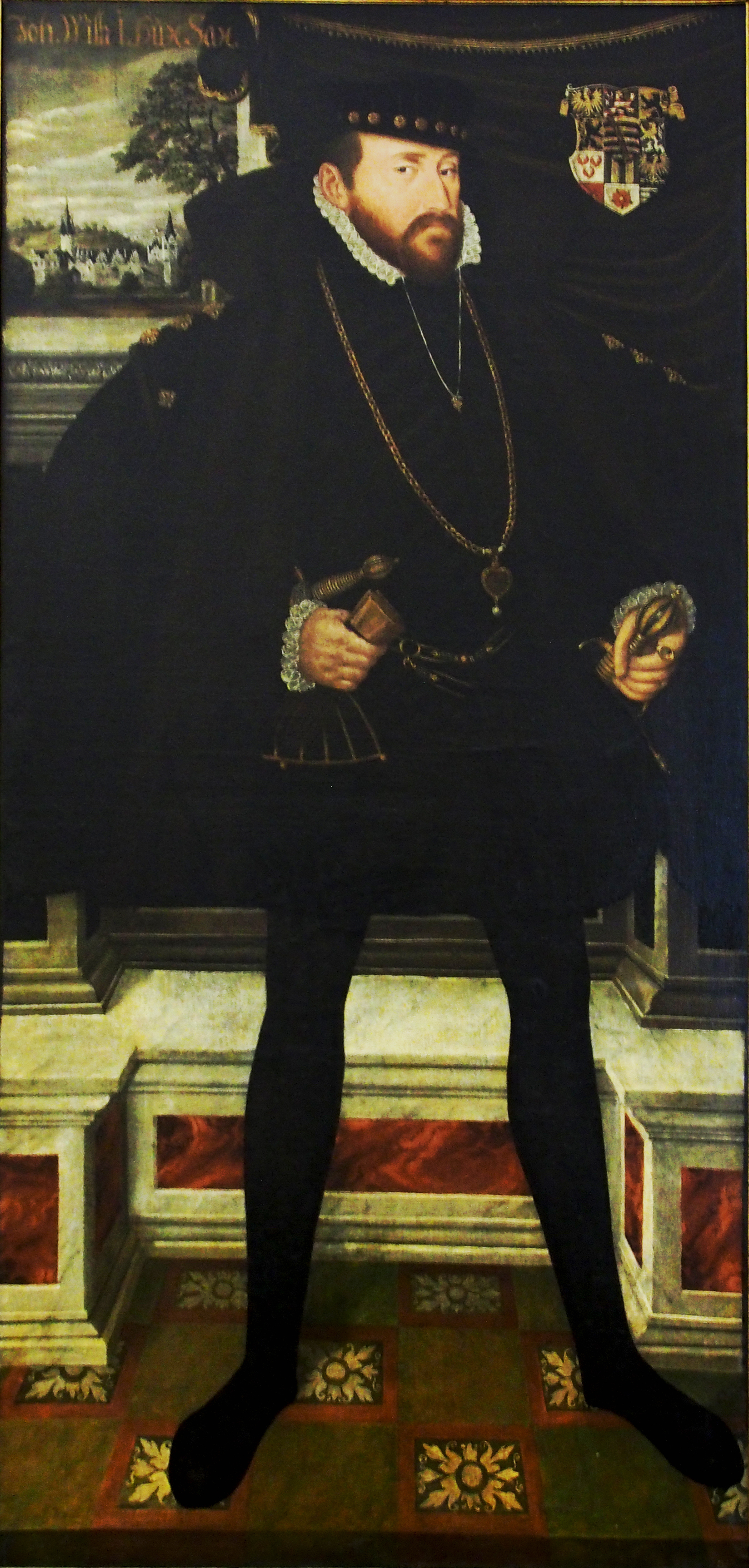
João Guilherme de Saxe-Weimar.

Era o segundo filho de João Frederico I, Eleitor da Saxónia, e da princesa Sibila de Cleves.
Na altura do seu nascimento, o seu pai ainda detinha o título de príncipe-eleitor da Saxónia, que acabaria por perder em 1547 depois de ser derrotado e preso pelo sacro-imperador Carlos V por ter apoiado a Reforma Protestante. João Frederico foi libertado e obrigado a aceitar um título menos importante (duque da Saxónia) e uma porção muito mais pequena de territórios nas suas antigas terras na Turíngia. Em 1554, após a morte do pai, João Guilherme herdou o ducado da Saxónia juntamente com o seu irmão mais velho, João Frederico II, e o seu irmão mais novo, João Frederico III.
Os três irmãos decidiram dividir o ducado: João Frederico II, o chefe da família, ficou com Eisenach e Coburgo; João Guilherme ficou com Weimar; e João Frederico III herdou Gota. No entanto, em 1565, quando João Frederico III morreu sem deixar descendentes, os dois irmãos esboçaram um novo tratado para fazer uma nova divisão das terras. O irmão mais velho ficou com as terras que já tinha originalmente e ocupou Gota enquanto que João Guilherme ficou com as suas terras em Weimar. Esta partição também estipulava que os dois irmãos deviam trocar as regiões entre si de três em três anos. No entanto, esta clausula nunca foi cumprida.
As políticas de João Frederico II centraram-se em recuperar as terras e o título de príncipe-eleitor que o seu pai tinha perdido em 1547. Acabou mesmo por recuperar o eleitorado durante um breve período de tempo, entre 1554 e 1556, mas o seu envolvimento em intrigas políticas enfureceu o sacro-imperador Maximiliano II. O sacro-imperador impôs o Reichsacht (Interdito Imperial) a João Frederico II, na altura príncipe-eleitor da Saxónia. A Reichsexekution também foi colocada em marcha e até o irmão de João Guilherme participou nela. Depois de o seu castelo em Gota ser cercado em 1566, João Guilherme foi derrotado e passou o resto da sua vida como prisioneiro imperial. As suas posses foram confiscadas pelo sacro-imperador e entregues a João Guilherme, que se tornou o único governante de todo o ducado da Saxónia.
No entanto, pouco tempo depois, João Guilherme também se desentendeu com o sacro-imperador, quando entrou ao serviço do rei Carlos IX de França como general na sua campanha contra os Huguenotes (os reis de França eram inimigos dos imperadores Habsburgo).  Esta atitude também acabaria por o afastar dos seus súbditos protestantes. João Guilherme pertencia à Casa de Wettin, que tinha sido a grande defensora do Protestantisto na Alemanha desde os tempos de Frederico, o Sábio, no entanto, o duque aliou-se a um rei católico contra uma minoria protestante em França, os huguenotes.
O sacro-imperador acabou por colocar os dois filhos de João Frederico II contra o tio e, em 1572, deu-se a Divisão de Erfurt. O ducado da Saxónia foi dividido em três partes. O filho mais velho de João Frederico II, João Casimiro, recebeu Coburgo, e o mais novo, João Ernesto, recebeu Eisenach. João Guilherme ficou apenas com a parte mais pequena do ducado, a região à volta de Weimar, mas, mais tarde, anexou os distritos de Altemburgo, Gota, e Meiningen aos seus territórios. Por causa da Divisão de Erfurt, todas as posses territoriais da Casa de Wettin, independentemente do ramo da família que as governasse, passaram a ser adjacentes. A Casa de Saxe-Weimar e a primeira Casa de Saxe-Altenburgo, que mais tarde se separou de Saxe-Weimar (ver Ducados Ernestinos), descendiam ambas de João Guilherme.

## Casamento e descendência
João Guilherme casou-se em Heidelberg a 15 de Junho de 1560 com a condessa Doroteia Susana do Palatinado-Simmern, filha de Frederico III, Eleitor Palatino. Tiveram cinco filhos:
1. Frederico Guilherme I, Duque de Saxe-Weimar (25 de Abril de 1562 – 7 de Julho de 1602), casado primeiro com a princesa Sofia de Württemberg; com descendência. Casado depois com a princesa Ana Maria do Palatinado-Neuburg; com descendência;
2. Sibila Maria de Saxe-Weimar (7 de Novembro de 1563 – 20 de Fevereiro de 1569), morreu aos cinco anos de idade;
3. Filho nado-morto (Weimar, 9 de Outubro de 1564);
4. João II, Duque de Saxe-Weimar (22 de Maio de 1570 – 18 de Julho de 1605), casado com a princesa Doroteia Maria de Anhalt; com descendência;
5. Maria de Saxe-Weimar (7 de Outubro de 1571 – 7 de Março de 1610), abadessa de Quedlinburgo (1601–1610).

## Genealogia
| João Guilherme, Duque de Saxe-Weimar | Pai: João Frederico I, Eleitor da Saxônia | Avô paterno: João, Eleitor da Saxónia          | Bisavô paterno: Ernesto, Eleitor da Saxónia                 |
| João Guilherme, Duque de Saxe-Weimar | Pai: João Frederico I, Eleitor da Saxônia | Avô paterno: João, Eleitor da Saxónia          | Bisavó paterna: Isabel da Baviera, Eleitora da Saxónia      |
| João Guilherme, Duque de Saxe-Weimar | Pai: João Frederico I, Eleitor da Saxônia | Avó paterna: Sofia de Mecklemburgo (1481–1503) | Bisavô paterno: Magnus II, Duque de Mecklemburgo            |
| João Guilherme, Duque de Saxe-Weimar | Pai: João Frederico I, Eleitor da Saxônia | Avó paterna: Sofia de Mecklemburgo (1481–1503) | Bisavó paterna: Sofia da Pomerênia, Duquesa de Mecklemburgo |
| João Guilherme, Duque de Saxe-Weimar | Mãe: Sibila de Cleves                     | Avô materno: João III, Duque de Cleves         | Bisavô materno: João II, Duque de Cleves                    |
| João Guilherme, Duque de Saxe-Weimar | Mãe: Sibila de Cleves                     | Avô materno: João III, Duque de Cleves         | Bisavó materna: Matilde de Hesse                            |
| João Guilherme, Duque de Saxe-Weimar | Mãe: Sibila de Cleves                     | Avó materna: Maria de Jülich-Berg              | Bisavô materno: Guilherme IV, Duque de Jülich-Berg          |
| João Guilherme, Duque de Saxe-Weimar | Mãe: Sibila de Cleves                     | Avó materna: Maria de Jülich-Berg              | Bisavó materna: Sibila de Brandemburgo                      |